# Fuencaliente de La Palma
Fuencaliente de La Palma is een gemeente op het eiland La Palma in de Spaanse provincie Santa Cruz de Tenerife in de regio Canarische Eilanden met een oppervlakte van 56 km². Fuencaliente de La Palma telt 1.705 inwoners (1 januari 2016).

## Geografie
De gemeente is gelegen aan de uiterste zuidpunt van het eiland en omvat naast het centrum, Los Canarios dat gemakshalve ook Fuencaliente wordt genoemd (782 inwoners), de dorpen El Charco (38 inw.), La Fajana (42 inw.), Las Caletas (188 inw.), Las Indias (659 inw.) en Los Quemados (255 inw.). Nabij de kaap die de zuidpunt van het eiland vormt, het Punta de Fuencaliente, staat de Vuurtoren van Fuencaliente. In de gemeente liggen een aantal vulkanen, waarvan de bekendste en zuidelijkste de San Antonio (657 m) en de Teneguía (439 m) zijn.

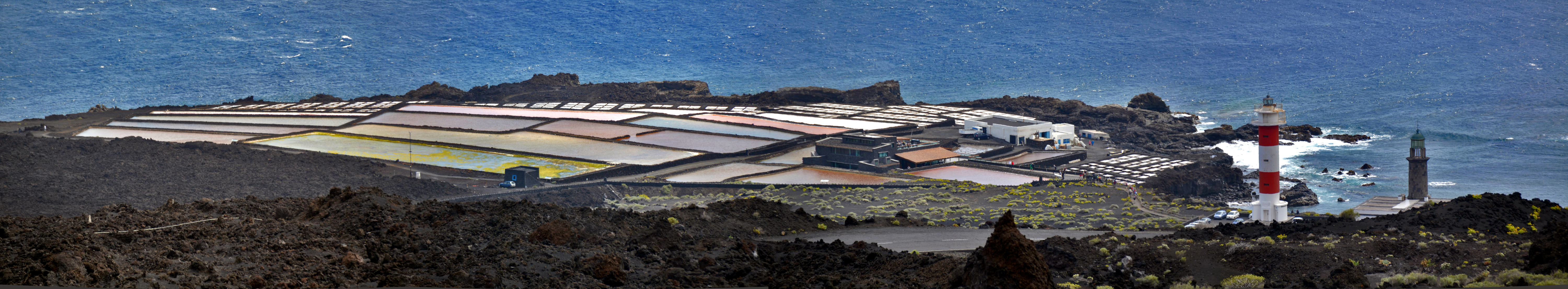
Zoutpannen en vuurtoren
Vulkanen Teneguia (links) en San Antonio (midden)

Barlovento · Breña Alta · Breña Baja · Fuencaliente de La Palma · Garafía · Los Llanos de Aridane · El Paso · Puntagorda · Puntallana · San Andrés y Sauces · Santa Cruz de La Palma · Tazacorte · Tijarafe · Villa de Mazo